# Сан-Диего (округ)
Сан-Дие́го (англ. San Diego) — округ в южной части штата Калифорния, соединённых штатов Америки, на побережье Тихого океана. Окружной центр и самый большой город округа — Сан-Диего.

## История
Более 10 тысяч лет назад и до прихода европейцев, территория современного округа Сан-Диего была населена коренными народами — индейцами кумеяай (англ. Kumeyaay, Tipai-Ipai, Kamia, Diegueño), луисеньо (англ. Luiseño, Payomkowishum), купеньо (англ. Cupeño, Kuupangaxwichem) и кауилла.
С появлением в XVIII веке европейских поселенцев, в 1769 году монахом-францисканцем Хуниперо Серрой в Сан-Диего была основана католическая миссия (исп. Mission Basilica San Diego de Alcalá). Местность вошла в состав Новой Испании, и с 1804 года, в результате разделения Калифорнии, находилась в составе Верхней Калифорнии до Мексиканской революции. С 1821 по 1848 годы Сан-Диего находился под управлением Мексики.
По итогам американо-мексиканской войны, согласно договору Гвадалупе-Идальго, округ вошёл в состав Соединённых Штатов Америки в 1848 году.

## География
Общая площадь округа равняется 11 721,0 км², из которых 10 877,7 км² (92,81 %) составляет суша и 843,4 км² (7,19 %) — вода.

### Города
Округ состоит из 18 районов, центрами которых являются города:
- Виста
- Дель-Мар
- Импириал-Бич
- Карлсбад
- Коронадо
- Ла-Меса
- Лемон-Гров
- Нашенал-Сити (англ.)
- Ошенсайд
- Повэй
- Сан-Диего
- Сан-Маркос
- Санти
- Солана-Бич
- Чула-Виста
- Эль-Кахон
- Энсинитас
- Эскондидо

Помимо этого в составе Сан-Диего находятся более двух десятков невключённых территорий.

### Соседние округа
На севере Сан-Диего граничит с округом Риверсайд, на северо-западе с Оринджем,
на востоке с округом Империал, на западе омывается Тихим океаном и с юга граничит с Мексикой.

## Население
Сан-Диего является одним из густонаселённых округов Калифорнии. По данным переписи населения в 2000 году население составили 2 813 835 человек. В июле 2008 года, по оценкам Бюро переписи населения США, в округе насчитывалось 3 001 000 человек, в результате чего Сан-Диего был отмечен как третий округ Калифорнии по количеству жителей (после округов Ориндж и Лос-Анджелес). В 2009 году численность населения была оценена в 3 208 466 человек. Сан-Диего занимает пятое место среди самых густонаселённых округов США, количество жителей которого превышает численность населения 20 из 50 штатов.
Согласно переписи 2010 года, численность жителей в 10 крупнейших городах округа:
| № | Город      | Население (2010) |
| - | ---------- | ---------------- |
| 1 | Сан-Диего  | 1 387 000        |
| 2 | Чула-Виста | 244 000          |
| 3 | Ошенсайд   | 182 000          |
| 4 | Эскондидо  | 151 000          |
| 5 | Виста      | 99 000           |
| 6 | Эль-Кахон  | 97 000           |
| 7 | Сан-Маркос | 89 000           |
| 8 | Энсинитас  | 62 000           |

На 2000 год, из 3 053 793 населения Сан-Диего: 1 067 846 домохозяйства и 663 449 семей, проживающих в округе. Плотность населения равняется 259 чел/км². В округе 1 142 245 единиц жилья со средней плотностью 96 ед/км². Расовый состав округа включает 79,4 % белых, 5,6 % чёрных или афроамериканцев, 1,0 % коренных американцев, 10,4 % азиатов, 0,5 % выходцев с тихоокеанских островов, 10,3 % представителей других рас и 3,6 % представителей двух и более рас. Треть из всех рас (31,3 %) — латиноамериканцы. Для 67,0 % жителей родным является английский язык, для 21,9 % — испанский, для 3,1 % — тагальский и для 1,2 % — вьетнамский.
Из 994 677 домохозяйств 33,9 % имели детей в возрасте до 18 лет, 50,7 % являлись супружескими парами, проживающими вместе, 11,6 % являлись женщинами, проживающими без мужей, а 33,3 % не имели семьи. 24,2 % всех домохозяйств состояли из отдельных лиц, в 7,9 % домохозяйств проживали одинокие люди в возрасте 65 лет и старше. Средний размер домохозяйства составил 2,73, а средний размер семьи — 3,29.
В округе проживает 25,7 % населения в возрасте до 18 лет, 11,3 % от 18 до 24 лет, 32,0 % от 25 до 44 лет, 19,8 % от 45 до 64 лет, и 11,2 % в возрасте 65 лет и старше. Средний возраст населения — 33 года. На каждые 100 женщин приходится 101,2 мужчин. На каждые 100 женщин в возрасте 18 лет и старше приходится 99,7 мужчин.
Средний доход на домашнее хозяйство составил $47 067, а средний доход на семью $53 438. Мужчины имеют средний доход в $36 952 против $30 356 у женщин. Доход на душу населения равен $22 926. Около 8,9 % семей и 12,4 % всего населения имеют доход ниже прожиточного уровня, в том числе 16,5 % из них моложе 18 лет и 6,8 % от 65 лет и старше.

## Транспорт

### Автомагистрали
Основные межштатные (I, от англ. Interstate) и автомагистрали (SR, от англ. state road) Сан-Диего:
| - I-5 - I-8 - I-15 - I-805 - SR 15 - SR 52 | - SR 54 - SR 56 - SR 67 - SR 75 - SR 76 - SR 78 - SR 79 | - SR 94 - SR 125 - SR 163 - SR 188 - SR 282 - SR 905 |

### Порты
В Сан-Диего расположен порт Эмбаркадэро (англ. Embarcadero), где расположен морской музей Сан-Диего (англ. Maritime Museum of San Diego) и находится корабль-музей USS Midway.

### Аэропорты
- Международный аэропорт Сан-Диего (SAN) в Сан-Диего[6]
- Montgomery Field (MYF) в Сан-Диего[7]
- McClellan-Palomar Airport (CLD or CRQ) в Карлсбаде[8]
- Gillespie Field (SEE) в Эль-Кахоне[9]
- Агуа-Кальенте-Спрингс
- Аэропорт Боррего-Вэлли[10]
- Местный аэродром Фолбрук[11]
- Oceanside Municipal Airport в Ошенсайде[12]
- Ocotillo Airport[13] (невключённая территория)
- Ramona Airport (RNM) в Рамона[14] (невключённая территория)
- Brown Field Municipal Airport (SDM) в Сан-Диего[15]

## Образование
В округе расположены три публичных университета: Калифорнийский университет в Сан-Диего, Университет штата Калифорния в Сан-Диего (SDSU, от англ. San Diego State University) и университет штата Калифорния в Сан-Маркосе. В округе имеются несколько частных (католических) колледжей, 24 начальных государственных школы.